# Campionati mondiali di sollevamento pesi 1949
I Campionati mondiali di sollevamento pesi 1949, 27ª edizione della manifestazione, si svolsero a Scheveningen dal 4 al 6 settembre 1949, e furono considerati validi anche come 31° campionati europei di sollevamento pesi.

## Titoli in palio
| Categoria            | Eventi            | Atleti |
| -------------------- | ----------------- | ------ |
| Pesi gallo           | Fino a 56 kg      | 4      |
| Pesi piuma           | Fino a 60 kg      | 6      |
| Pesi leggeri         | Fino a 67.5 kg    | 7      |
| Pesi medi            | Fino a 75 kg      | 8      |
| Pesi massimi leggeri | Fino a 82.5 kg    | 6      |
| Pesi massimi         | Oltre gli 82.5 kg | 7      |

## Nazioni partecipanti
Ai campionati parteciparono 38 atleti rappresentanti di 12 nazioni. Cinque di queste entrarono nel medagliere. Tra parentesi i partecipanti per nazione.
- Belgio  (2)
- Danimarca  (2)
- Egitto  (4)
- Finlandia  (4)
- Francia  (4)
- Giamaica  (1)
- Iran (5)
- Italia  (2)
- Paesi Bassi  (4)
- Regno Unito  (3)
- Stati Uniti  (5)
- Svezia  (2)

## Risultati
In questa edizione si stabilì un record del mondo, nei pesi gallo.
| Evento        | Oro              | Oro   | Argento        | Argento | Bronzo            | Bronzo |
| ------------- | ---------------- | ----- | -------------- | ------- | ----------------- | ------ |
| 56 kg         | Mahmoud Namdjou  | 315,0 | Kamal Mahgoub  | 295,0   | Joseph DePietro   | 295,0  |
| 60 kg         | Mahmoud Fayad    | 332,5 | Johan Runge    | 312,5   | Max Heral         | 302,5  |
| 67.5 kg       | Ibrahim Shams    | 352,5 | Joe Pitman     | 342,5   | Arvid Andersson   | 322,5  |
| 75 kg         | Khadr El-Touni   | 397,5 | Peter George   | 385,0   | Hassan Rahnavardi | 340,0  |
| 82.5 kg       | Stanley Stanczyk | 412,5 | Jean Debuf     | 382,5   | Rasoul Raisi      | 365,0  |
| Oltre 82.5 kg | John Davis       | 442,5 | Niels Petersen | 390,0   | Robert Allart     | 387,5  |

## Medagliere
| Posiz. | Nazione     | Oro | Argento | Bronzo | Totale |
| ------ | ----------- | --- | ------- | ------ | ------ |
| 1      | Egitto      | 3   | 1       | 0      | 4      |
| 2      | Stati Uniti | 2   | 2       | 1      | 5      |
| 3      | Iran        | 1   | 0       | 2      | 3      |
| 4      | Danimarca   | 0   | 2       | 0      | 2      |
| 5      | Francia     | 0   | 1       | 1      | 2      |
| 6      | Belgio      | 0   | 0       | 1      | 1      |
| 6      | Svezia      | 0   | 0       | 1      | 1      |
| Totale | Totale      | 6   | 6       | 6      | 18     |

## Classifica a squadre
Il sistema di punteggio è basato sui punti distribuiti per l'esercizio totale in base allo schema adottato nel 1948:
| Pos. | Squadra     | Punti |
| ---- | ----------- | ----- |
| 1    | Egitto      | 18    |
| 2    | Stati Uniti | 17    |
| 3    | Iran        | 7     |
| 4    | Danimarca   | 6     |
| 5    | Francia     | 4     |
| 6    | Svezia      | 1     |
| 7    | Belgio      | 1     |